# 相森中学校 (小惑星)
相森中学校（おおもりちゅうがっこう、187531 Omorichugakkou）は、小惑星帯にある小惑星である。
2006年10月、長野県須坂市の須坂市立相森中学校生徒らが伊那市の入笠山（にゅうかさやま）光学観測所で行った観測で発見された小惑星のひとつ。名称は中学校名にちなむ。

## 発見・命名
2006年10月、相森中学校OBで、宇宙航空研究開発機構 (JAXA) 主幹研究員であった中島厚が、JAXAの入笠山光学観測所で行っていた小惑星探査に相森中学校生徒を招いた（相森中学校の創立60周年記念事業の一環でもあった）。生徒たちが撮影した画像を、中島の研究室で開発したソフトウェアで解析したところ、新天体と思われる15個の天体を検出した。2014年までに、そのうち5つの軌道が確定して小惑星番号が付され、これに伴い命名権を得ることとなった。小惑星番号187531を付されたこの天体は、5つのうちもっとも早く小惑星番号付与に至ったものである。
2015年、中島は5つの小惑星の命名を相森中学校に依頼。2016年、相森中学校では小惑星の命名を創立70周年記念事業の一環とし、生徒会が生徒から名前を募集した。5つの小惑星への命名は2016年6月より順次国際天文学連合 (IAU) に申請されたが、最初に申請されたのがこの天体への「相森中学校」命名であった。2017年1月17日付の小惑星回報（MPC 103027）で命名が公表され、正式名称となった。